# خوان بريتو
خوان بريتو (بالإنجليزية: Juan Brito)‏ هو لاعب كرة قاعدة دومينيكاوي، ولد في 7 نوفمبر 1977 في سانتياغو دي لوس كاباليروس في جمهورية الدومينيكان.

## وصلات خارجية
- خوان بريتو على موقع دوري كرة القاعدة الرئيسي (الإنجليزية)
- خوان بريتو على موقعبيزبول رفرنس.كوم (الدوري الرئيسي) (الإنجليزية)
- خوان بريتو على موقعبيزبول رفرنس.كوم (الدوري الثانوي) (الإنجليزية)
- خوان بريتو على موقع إي إس بي إن.كوم (أم.أل.بي) (الإنجليزية)
- خوان بريتو على موقع مشجعي الرسوم البيانية (الإنجليزية)